# Remete Szent Antal
Remete Szent Antal vagy Nagy Szent Antal, görögösen Antóniosz (ógörögül: Αντώνιος ο Μέγας, Antóniosz ho Megasz, latinul: Antonius Magnus, Antonius Aegyptius, Antonius Eremita, kopt nyelven: Ⲁⲃⲃⲁ Ⲁⲛⲧⲱⲛⲓ) (Herakleopolisz, Egyiptom, 251 – Kolzim-hegy, Egyiptom, 356. január 17.) az egyik első ismert keresztény remete, a sivatagi atyák egyike.

## Élete
Keresztény földműves családban született az egyiptomi Herakleopolisz környékén. Igen magas kort ért meg, korabeli források szerint a 105. életévében halt meg. Húszéves korában egy szentmisén hirtelen arra a fölismerésre jutott, hogy neki szól az, amit Máté evangéliumából éppen felolvastak a híveknek: „Ha tökéletes akarsz lenni, add el, amid van, az árát oszd szét a szegények között… Aztán gyere, és kövess engem!” Az ifjú úgy érezte, hogy követnie kell Jézus parancsát. Eladta a családi birtokot, és ami nem volt szükséges a húgáról való gondoskodáshoz, azt mind a szegényeknek adta.
Előbb a faluja közelében élt, később a Líbiai-sivatag egy üres sírboltjában rendezkedett be. Onnan egy elhagyott katonai táborba költözött, ahol két évtizedet töltött el a világtól távol, majd a Vörös-tenger felé vette útját, s élete végéig a tenger melletti Kolzim-hegy (Qolzum) lábánál élt. (é. sz. 28° 55′ 26″, k. h. 32° 21′ 00″28.923889°N 32.350000°E) A hegyen egész remetetelep alakult ki körülötte. A középkorban a keresztények a fertőző betegségek, így az orbánc, a „Szent Antal tüze”, vagy a bizserkórnak nevezett anyarozsmérgezésben szenvedők védőszentjeként tisztelték. Neki ajánlva a 11. században ott alapították meg az antonita rendet a szegények, betegek istápolására. 2010 elejére hatalmas költséggel restaurálták a világ legrégibb, a nevét viselő, ottani kolostorát.
A legenda szerint Remete Szent Antal égi szózatot hallott, amely figyelmeztette: nem ő a legidősebb, legszentebb remete. Ezért, bár kilencven éves is elmúlt, útra kelt, mert találkozni akart a másik híres remetével, Remete Szent Pállal.
Remete Szent Antal 356-ban halt meg, ünnepe halála napján, január 17-én van. Két évszázadon át ismeretlen helyen volt a sírja, csak 561-ben találták meg. Relikviáit előbb Alexandriába, majd Konstantinápolyba vitték.

## Művei
Hírét nem teológiai felkészültségének vagy filológiai műveltségének köszönhette – írni sem tudott –, hanem önmegtagadó életének és vallási bölcsességének. Az utókorra vitatott hitelességű 1) regulája és 2) húsz homíliája maradt fenn, eredetileg kopt nyelven írt, általa diktált 3) hét levél azonban bizonyosan hozzá kötődik. Témájukat tekintve fiatal szerzeteseknek ad aszketikus szellemiséget tükröző útmutatást a lelki élettel kapcsolatban. Később e levelek görög fordítása is elkészült.

## Galéria

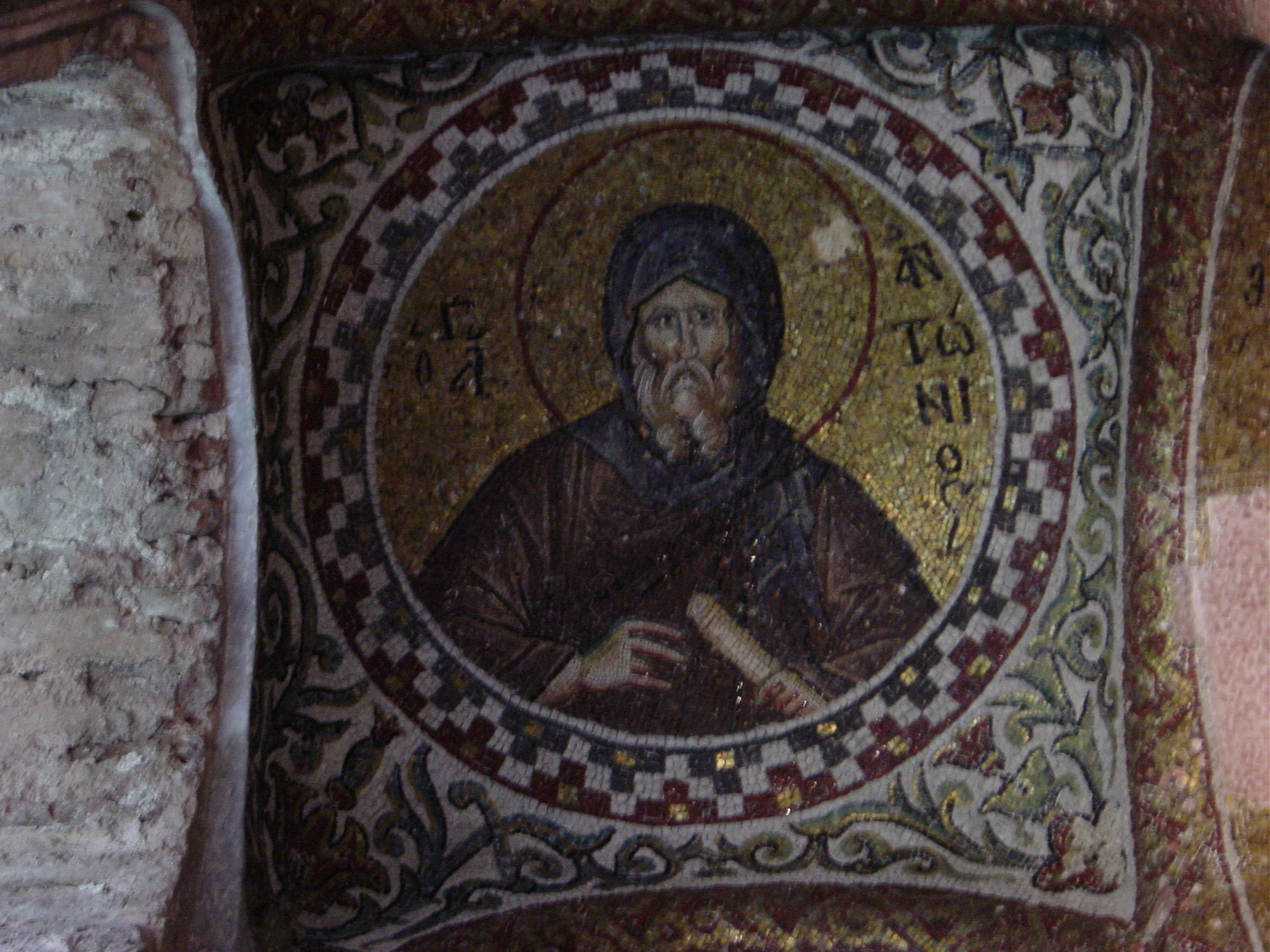
Szent Antal (bizánci mozaik, Isztambul)
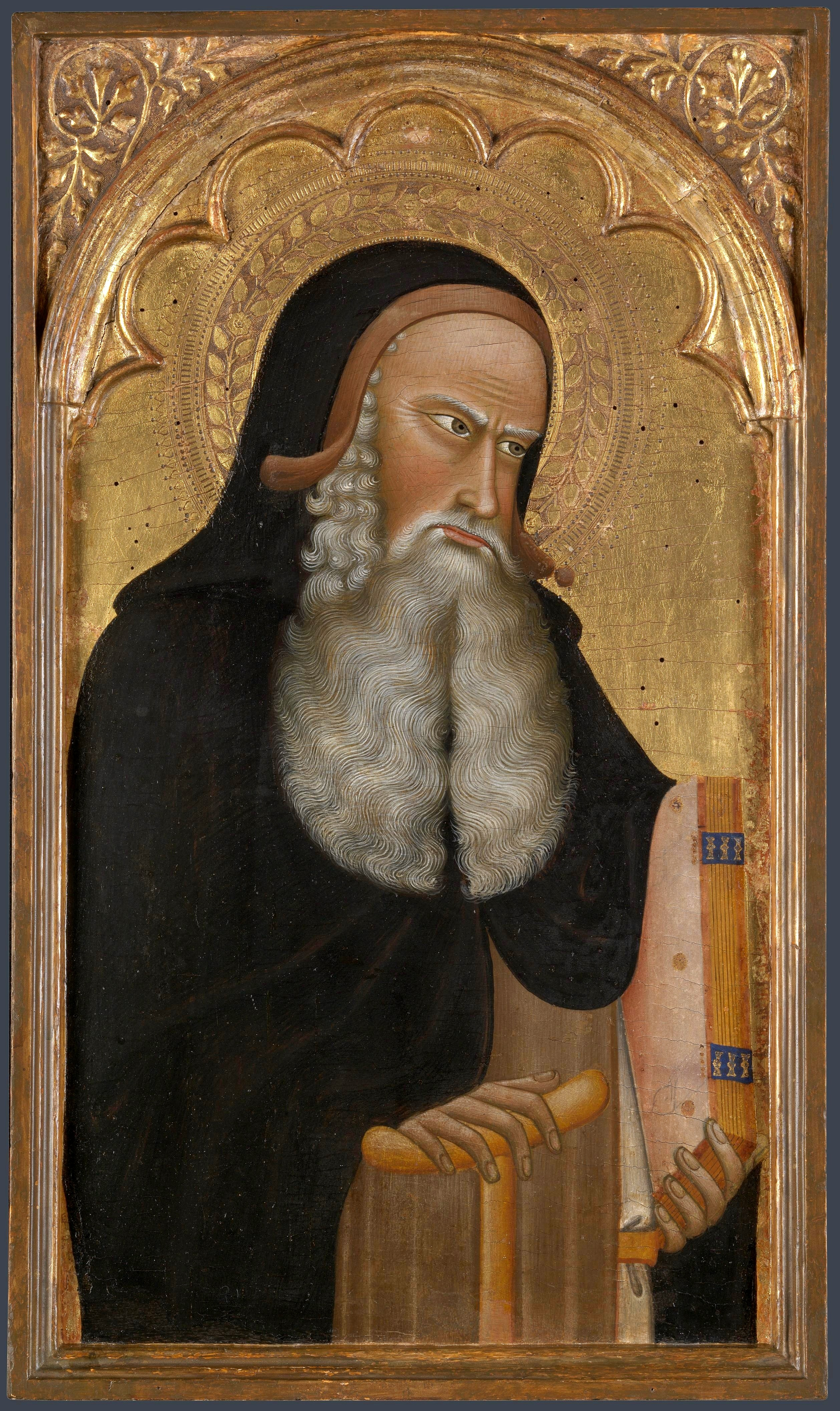
Antal apát (középkori festmény)
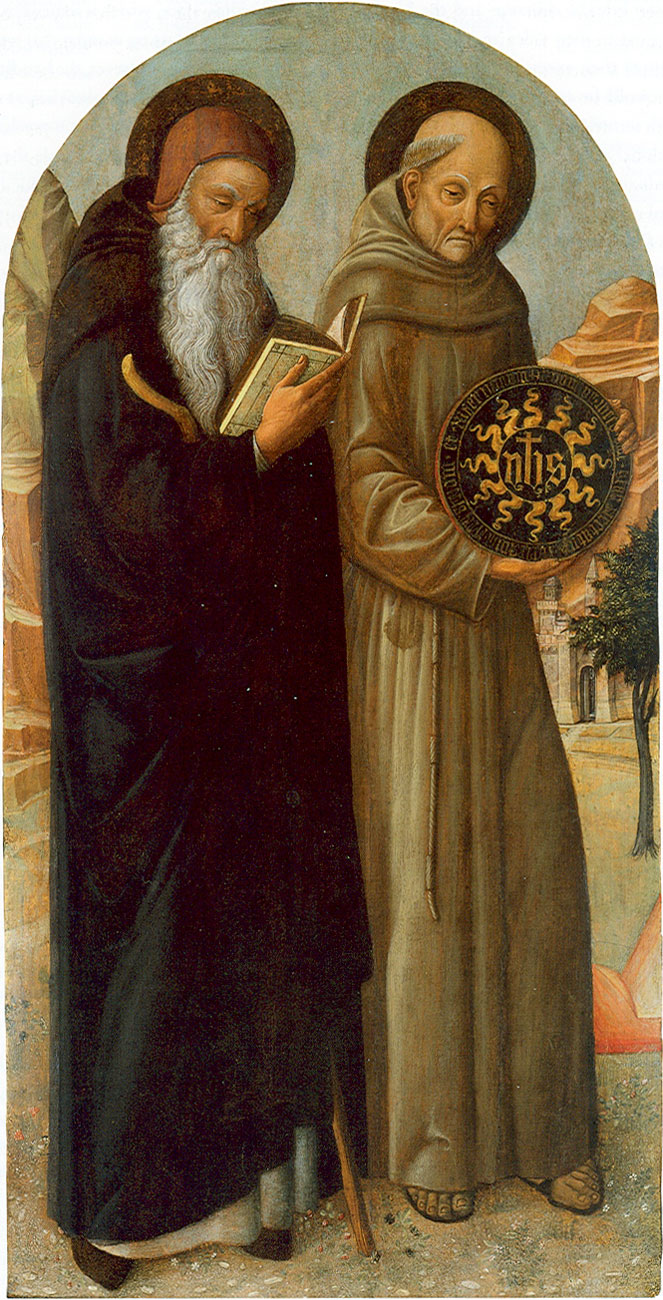
Jacopo Bellini (1396–1470): Remete Szent Antal és Sienai Szent Bernardin
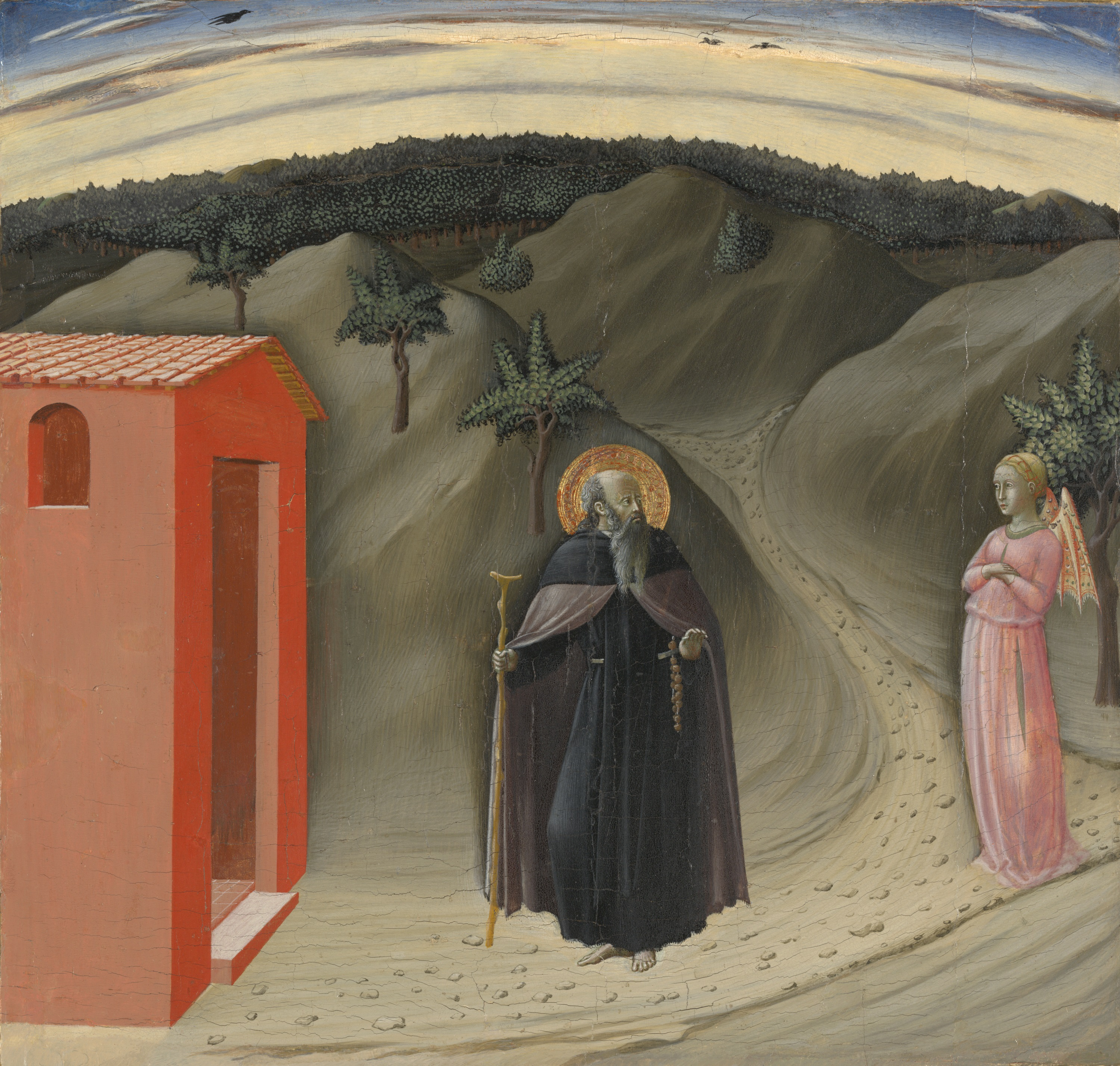
Ismeretlen mester: Szent Antal megkísértése (1435 körül)
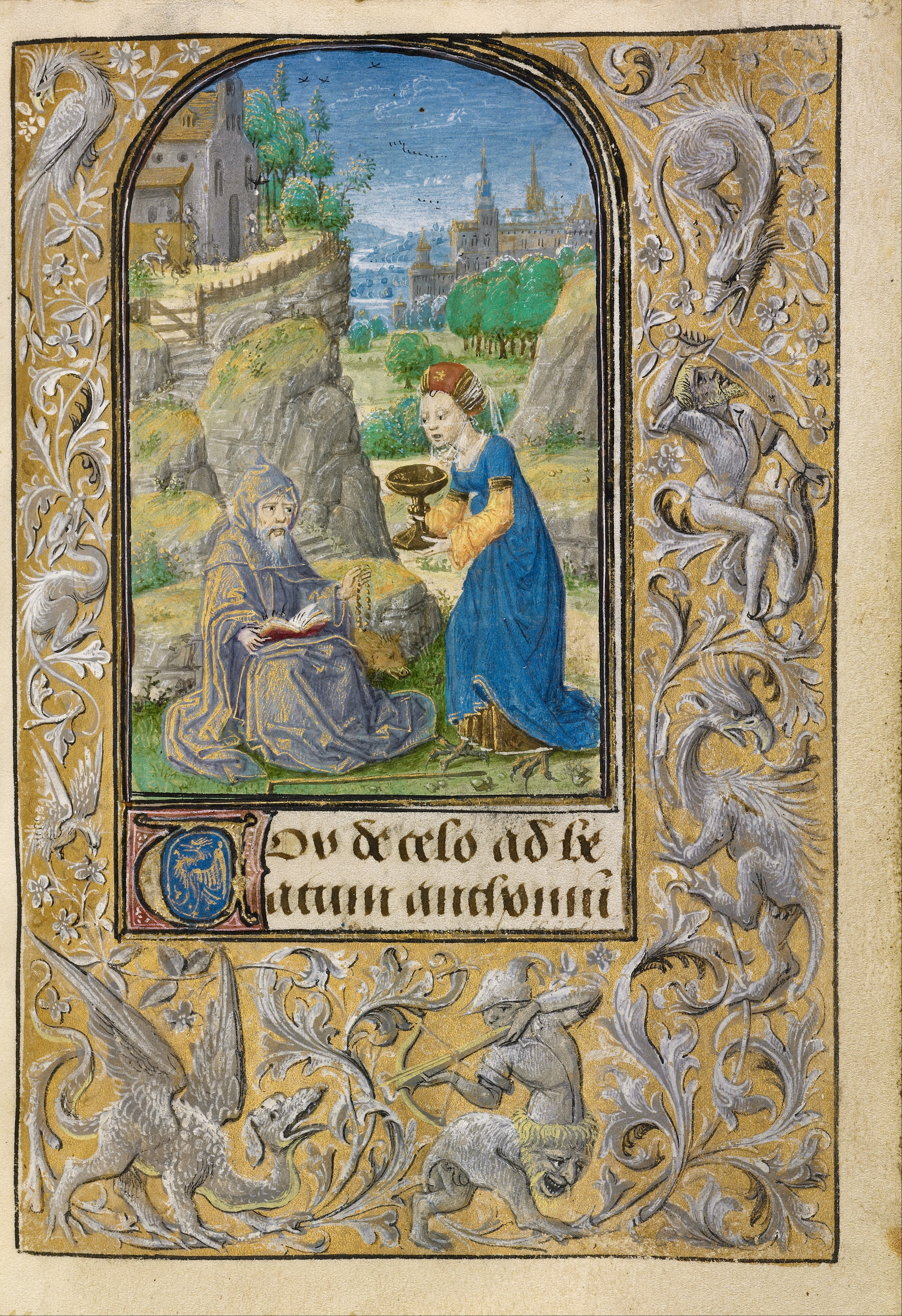
Lieven van Lathem (1430–1493): Szent Antal megkísértése (miniatúra)
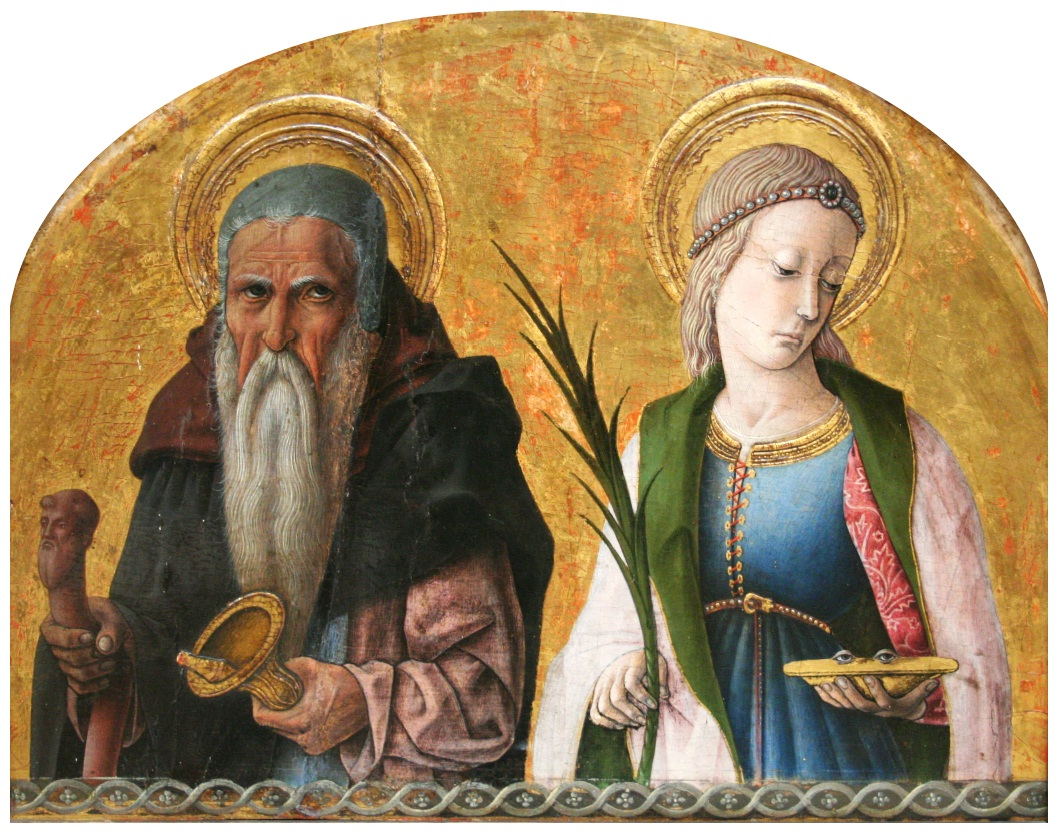
Carlo Crivelli (1435–1495): Remete Szent Antal és Szent Lúcia
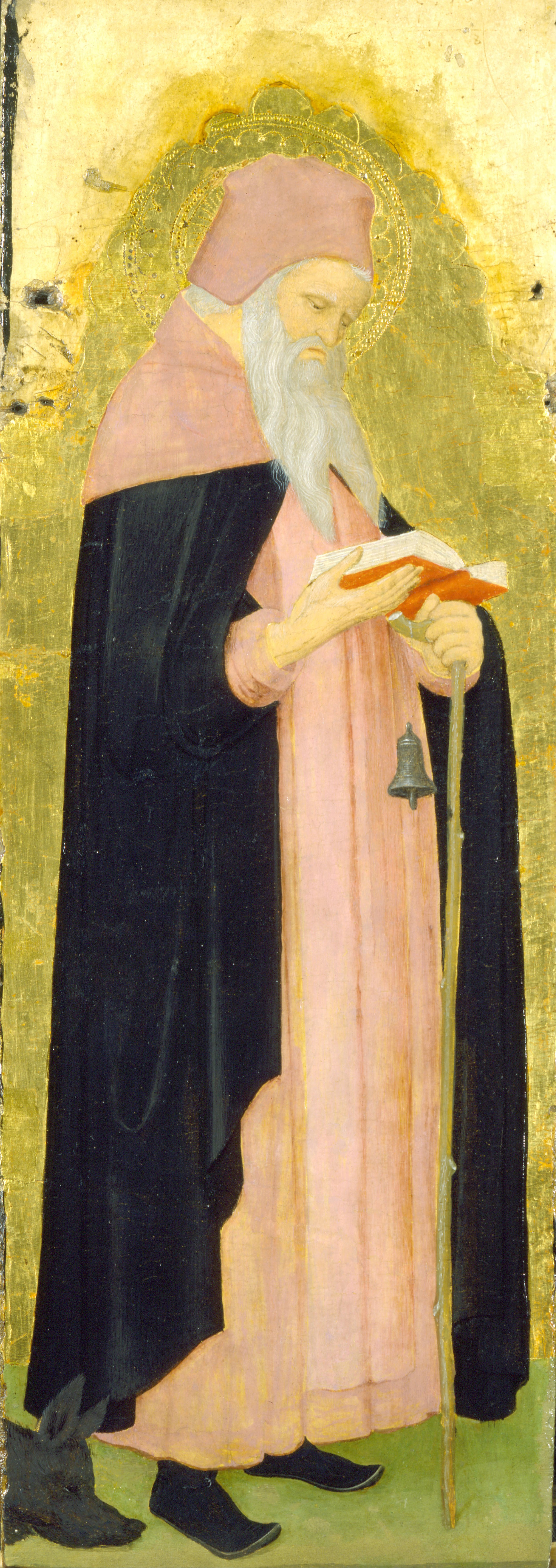
Lombard mester: Szent Antal apát (15. század)
Michelangelo Buonarroti (1475–1564): Remete Szent Antal megkísértése
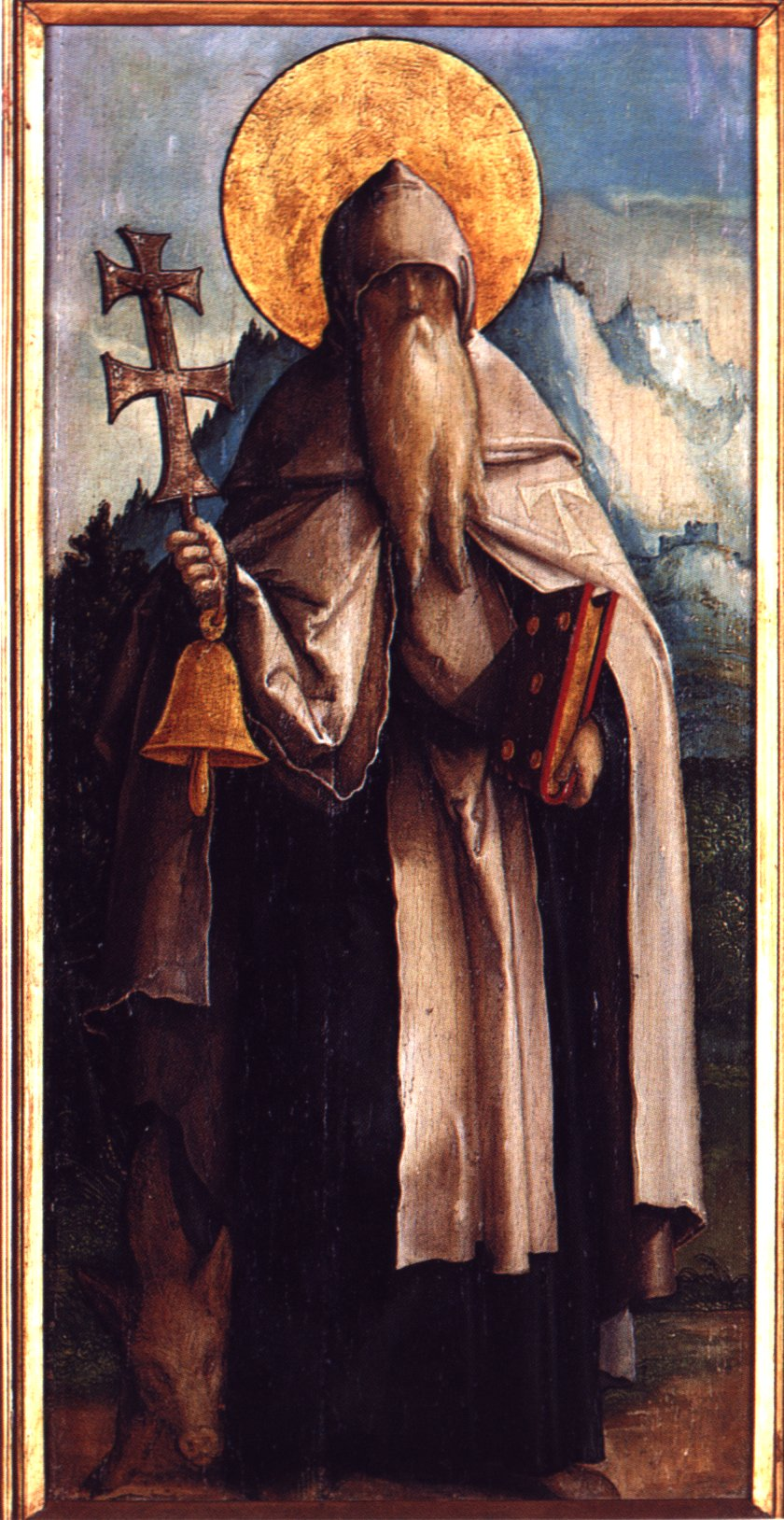
Meister von Meßkirch (1500–1543): Szent Antal apát
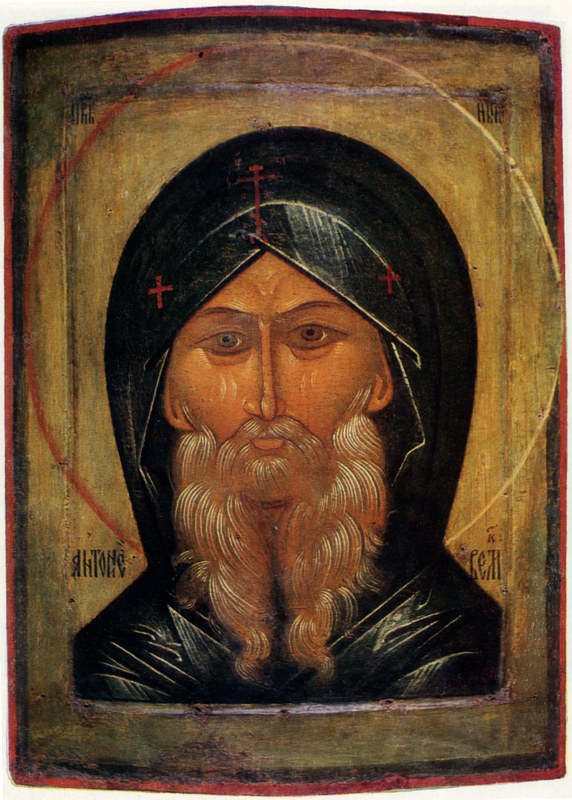
Nagy Szent Antal (ortodox ikon, 16. század)
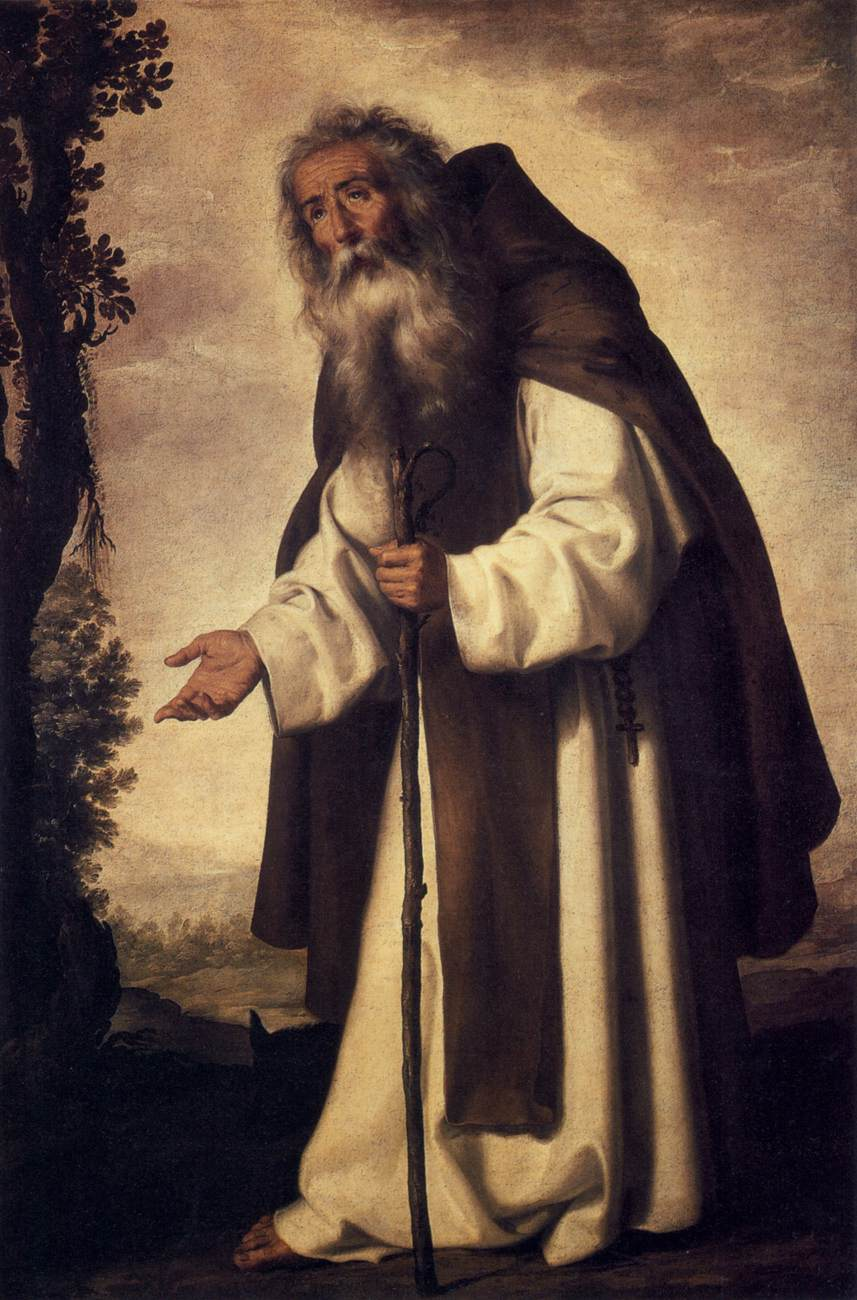
Francisco de Zurbarán (1598–1664): Szent Antal apát
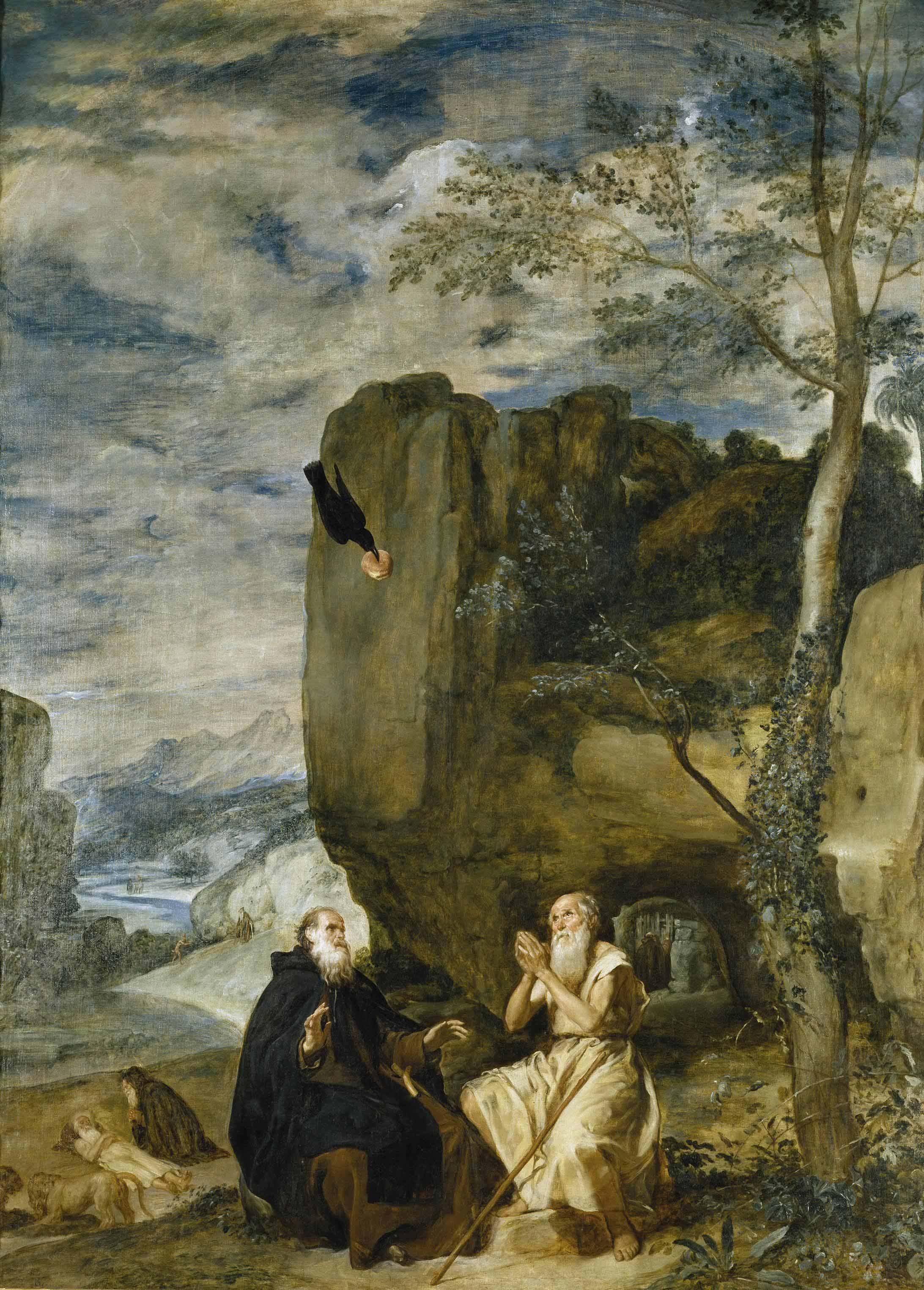
Diego Velázquez (1599–1660): Remete Szent Antal és Remete Szent Pál
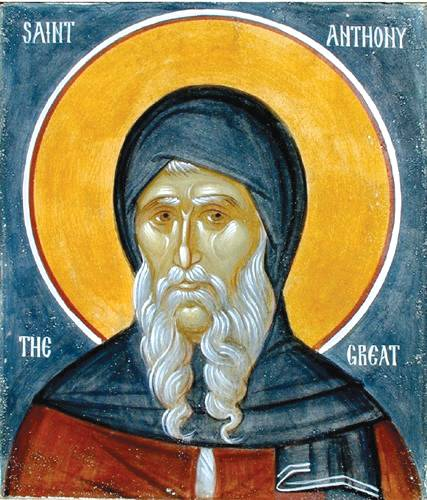
Nagy Szent Antal (ortodox ikon, kora nem ismert)
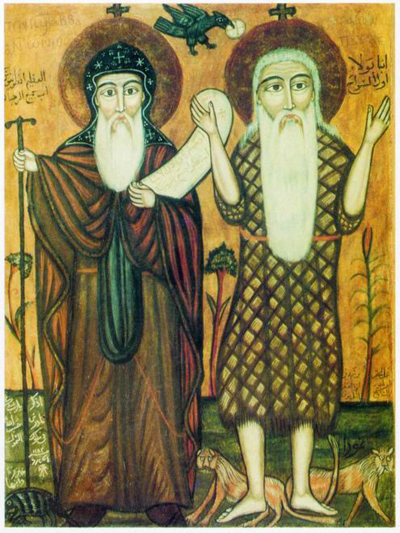
Remete Szent Pállal (kopt ikon)
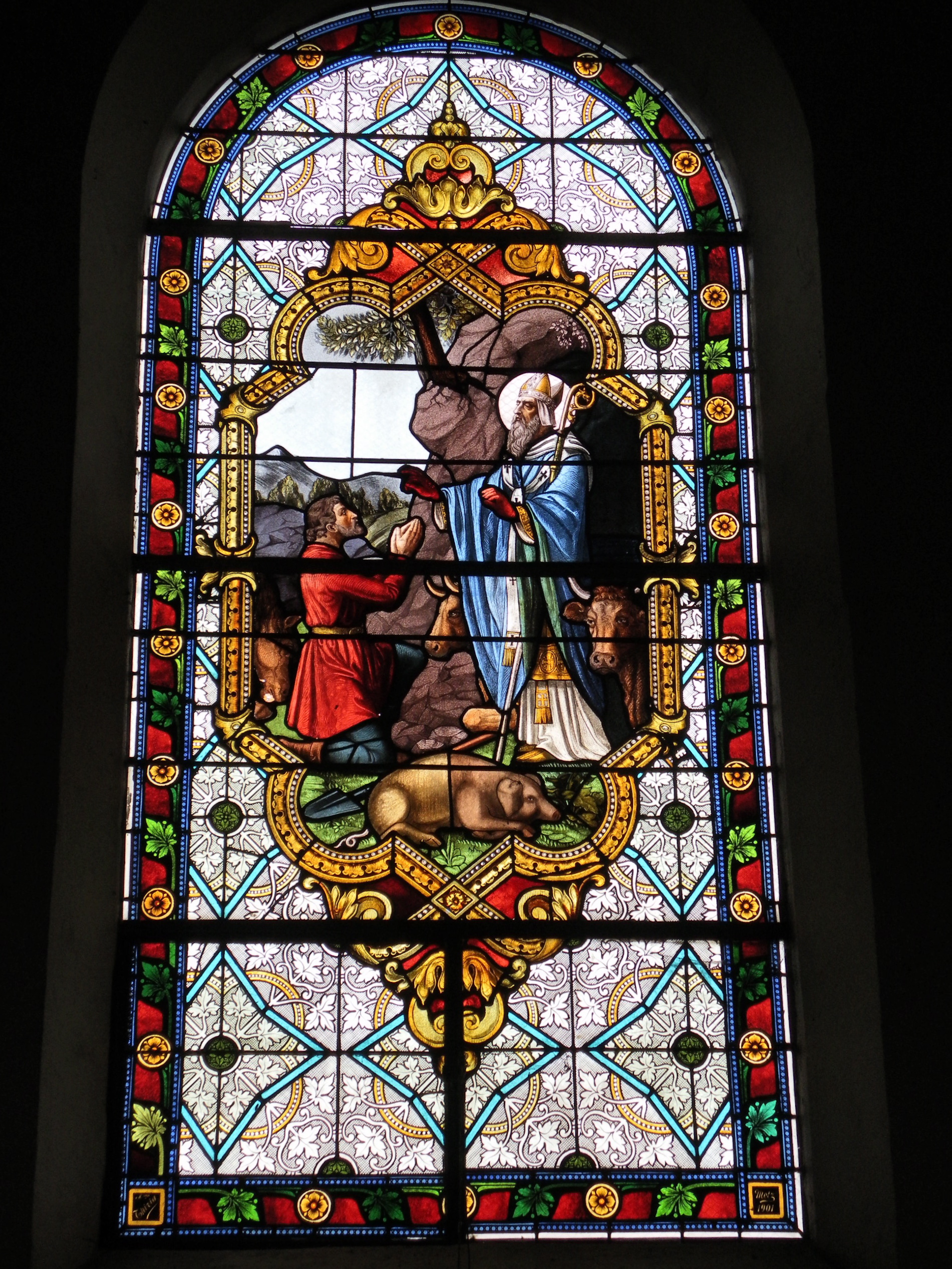
Szent Antal (üvegablak, Chapelle Notre-Dame-de-Lhor, Moselle)

## Korabeli életrajza magyar nyelven
- Szent Athanaszioszː Szent Antal élete – A III–IV. század szentjei, Jel Kiadó, Budapest,  1999 ISBN 963-8344-78-4 41–121. o.